# Sid (rzeka)
Sid (ang. River Sid) – rzeka w południowo-zachodniej Anglii (Wielka Brytania), w hrabstwie Devon, w dystrykcie East Devon, dopływ kanału La Manche. Długość rzeki wynosi około 10 km.
Źródło rzeki znajduje się w zagajniku Crowpits Covert, we wzgórzach na wschód od Ottery St Mary, na wysokości 190 m n.p.m. Rzeka płynie w kierunku południowym, przepływa przez wsie Sidbury i Sidford. Nad jej ujściem położone jest miasto Sidmouth.